# Estación de Le Landeron
La estación de Le Landeron es una estación ferroviaria de la comuna suiza de Le Landeron, en el Cantón de Neuchâtel.

## Historia y situación
La estación de Le Landeron fue inaugurada en el año 1859 con la puesta en servicio del tramo Vaumarcus - Le Landeron de la línea Olten - Lausana, también conocida como la línea del pie del Jura. En 1860 se inauguró el tramo Le Landeron - Biel/Bienne.
Se encuentra ubicada en el centro del núcleo urbano de Le Landeron. Cuenta dos andenes, uno central y otro lateral a los que acceden tres vías pasantes, existiendo en una de ellas un culatón.
En términos ferroviarios, la estación se sitúa en la línea Olten - Lausana, que prosigue hacia Ginebra y la frontera francosuiza, conocida como la línea del pie del Jura. Sus dependencias ferroviarias colaterales son la estación de La Neuveville hacia Olten y la estación de Cressier en dirección Lausana.

## Servicios ferroviarios
Los servicios ferroviarios de esta estación están prestados por SBB-CFF-FFS:

### Regional
- R Neuchâtel - Biel/Bienne.Cuenta con trenes cada hora en ambos sentidos, con refuerzos en las horas punta de lunes a viernes.